# デクスター:ニュー・ブラッド
『デクスター:ニュー・ブラッド』(原題: Dexter: New Blood)は『デクスター 警察官は殺人鬼』の続編としてアメリカの放送局Showtimeが製作した犯罪ミステリーTVドラマ・リミテッドシリーズである。前シリーズのショーランナーであったクライド・フィリップスが再びショーランナーとなり、Marcos Siegaらが監督した。前シリーズと同じ役でマイケル・C・ホールとジェニファー・カーペンターが出演し、最終回の10年後を時代設定とする。

## 概要
10年前に死を偽装して逃亡したのち、"闇の声"を抑えて偽名で隠れ住むデクスター・モーガン、同じ衝動を持つ息子ハリソンとのかかわり、二人の周辺の連続殺人犯が描かれる 。
シーズン1は2021年11月7日よりShowtimeで放送された。日本では、2022年3月7日よりHuluで独占配信された。
2023年2月、シーズン2への更新が発表された。
さらに前日譚となるDexter: Origins が発注された。
そしてさらに、トリニティ・キラーなど他のキャラクターを中心に据えたスピンオフが企画中である。

## 登場人物

### メイン
- デクスター・モーガン
  - 演 - マイケル・C・ホール、日本語吹替 - 桐本拓哉[7]
  - ジム・リンジーを名乗ってアイアン・レイクに隠れ住む

- ハリソン・モーガン
  - 演 - ジャック・アルコット、日本語吹替 - 霧生晃司[7]
  - デクスターの息子

- アンジェラ・ビショップ
  - 演 - ジュリア・ジョーンズ（英語版）、日本語吹替 - きそひろこ[7]
  - ネイティブ・アメリカンであるアイアン・レイクの警察署長

- オードリー・ビショップ
  - 演 - ジョニー・セコイヤ（英語版）、日本語吹替 - 秋吉優衣[7]
  - アンジェラの義理の娘

- ローガン巡査
  - 演 - アラーノ・ミラー（英語版）、日本語吹替 - 吉田勝哉[7]
  - アンジェラの部下

- デボラ・モーガン
  - 演 - ジェニファー・カーペンター、日本語吹替 - 木下紗華[7]
  - デクスターの死んだ妹

- カート・コールドウェル
  - 演 - クランシー・ブラウン、日本語吹替 - 谷昌樹[7]
  - 地元の有力者

- マット・コールドウェル
  - 演 - スティーヴン・ロバートソン、日本語吹替 - 烏丸祐一[7]
  - カートの息子

### 特別ゲスト
- エンジェル・バティスタ
  - 演 - デイヴィッド・ザヤス
  - マイアミ警察時代のデクスターの同僚

- アーサー・ミッチェル/トリニティ・キラー
  - 演 - ジョン・リスゴー
  - デクスターが殺した殺人鬼

### リカーリング
- モリー・パーク
  - 演 - ジェイミー・チャン、日本語吹替 - うえだ星子[7]
  - 犯罪専門のポッドキャスター
- エドワード・オルセン
  - 演 - フレドリック・レーン
  - 億万長者

## あらすじ
姿を消した数年後、デクスターはニューヨーク州の辺鄙な田舎町で偽名を使い隠れ住み、先住民で警察署長のアンジェラと付き合う。死んだデボラの幻がしばしばデクスターの前に姿を現し語りかける。
デクスターは"闇の声"の衝動でマットという若者を殺してしまう。息子ハリソンが突然姿を現し、同居し始める。近辺での長年の女性連続殺人犯であるマットの父カートは、女性たちの遺体発見を恐れてマットの生存を偽装し、行方不明のマットの捜索は止まる。親友がかつて行方不明となったアンジェラはカートを疑う。母の惨殺現場を見たハリソンもまた、デクスターと同様に"闇の声"を抱え、父との関係が築けずにカートを慕う。カートはデクスターがマットを殺したことを知り、デクスターとハリソンを殺そうとする。
アンジェラはデクスターの本名を知り、マイアミでの連続殺人犯ではないかと疑い始める。デクスターとハリソンは二人が分かち合う"闇の声"について話し合い、協力してカートの連続殺人の証拠を見つけ、カートを処刑する。
カートが送り付けた証拠により、アンジェラはデクスターをマット殺しで逮捕し、マイアミでの事件の犯人と確信する。デクスターは無実の警官を殺して脱走し、ハリソンとともに逃げようとするも、"掟"を破ったことでハリソンに責められ殺される。アンジェラはハリソンを逃がす。

## エピソード
| 通算 話数 | タイトル                                    | 監督               | 脚本                                                         | 放送日         | U.S.視聴者数 (百万人) |
| --- | ------------------------------------------- | ------------------ | ------------------------------------------------------------ | -------------- | --------------------- |
| 1 | "寒波襲来" "Cold Snap"                      | Marcos Siega       | クライド・フィリップス & Adam Rapp                           | 2021年11月7日  | 0.678                 |
| デクスターはニューヨーク州の辺鄙な田舎町でジム・リンジーを名乗って暮らしている。アウトドア及び銃器店で働き、警察署長のアンジェラ・ビショップをガールフレンドにする。激しい運動で殺人衝動の"闇の声"を制御し、しばしば死んだ妹デボラの幻と話す。突然に息子ハリソンが姿を現す。かつて事故を装いボートを意図的に他の船に突っ込ませて5人を殺した過去がある、マット・コールドウェルという若者が、高性能の狩猟ライフルを売ることをデクスターに強いる。マットがデクスターの目の前で馴染みの白鹿を殺した時、"闇の声"が浮かび上がり、デクスターはマットを昔と同じ儀式で殺す。                                   |                                             |                    |                                                              |                |                       |
| 2 | "クソの嵐" "Storm of Fuck"                  | Marcos Siega       | Warren Hsu Leonard                                           | 2021年11月14日 | 0.560                 |
| ハリソンはハンナ・マッケイが3年前に死んで以来、里子に出されていると語る。アンジェラが指揮するマットの捜索隊がデクスターの家を基地とする。ハリソンはアンジェラの娘オードリーと知り合う。アンジェラは、オードリーが養女だとデクスターに明かす。デクスターは白鹿の死骸を発見させ、アンジェラはマットが保護区での密猟ののちに逃亡したと推測する。ホームレスの少女が部屋に監禁され、何者かに監視される。 |                                             |                    |                                                              |                |                       |
| 3 | "死の狼煙" "Smoke Signals"                  | Sanford Bookstaver | David McMillan                                               | 2021年11月21日 | 0.325                 |
| 白鹿の死骸のそばでマットの血痕が発見される。警察犬の使用に備え、デクスターはマットの死体を動かして臭いの跡を偽装する。犯罪を扱うポッドキャスターのモリー・パークが捜索現場に現れる。マットの父のカートは、息子とビデオ通話をしたと語り息子の生存を喜ぶ。葬送の儀式のために白鹿の死骸をネイティブ・アメリカンのもとに運ぶ。ハリソンは地元の高校に通い、高い知能を示す。ザックに虐められるイーサンと知り合いになる。小屋にいる男が、ホームレスの少女を地下室から逃がした後に射殺し、デクスターは銃声を聞きつける。                                                                                      |                                             |                    |                                                              |                |                       |
| 4 | "ヒーローと殺人鬼" "H Is for Hero"          | Sanford Bookstaver | Tony Saltzman                                                | 2021年11月28日 | 0.460                 |
| マットの生存の知らせで捜査は中止される。ハリソンはトリニティ・キラーに興味を持つ。高校でイーサンとハリソンが怪我をする事件が起こる。ハリソンは、いじめっ子たちへの復讐を狙うイーサンを阻止しようとして刺されたと語り、町の英雄となる。デクスターは血痕を調べ、ハリソンがイーサンを襲ったと推測する。モリーはアンジェラに、この地域で連続していた少女の失踪事件の捜査への助力を申し出る。アンジェラは、友人のアイリスが失踪したために警官になったと語る。カートはダイナーでホームレスの少女に会い、小屋に連れて来る。                                                                                  |                                             |                    |                                                              |                |                       |
| 5 | "悲しき街角" "Runaway"                      | Marcos Siega       | Veronica West                                                | 2021年12月5日  | 0.549                 |
| ハリソンは高校生たちのパーティーで薬物を過剰摂取し倒れる。朦朧としながら、父が偽名を使っているとオードリーに漏らす。デクスターは売人を殺そうとするも、ローガン巡査が逮捕に現れて思いとどまる。薬物の製造者を彼の家で刺し殺そうとするも、ローガンが捜索に来たために薬物を過剰投与して逃げる。カートはホームレスの少女を小屋に監禁し、計画に反して殺してしまう。アンジェラとモリーはマットが滞在したというニューヨークのホテルに行き、カートが嘘をついていたことを知る。アンジェラは失踪者に関する会議でエンジェル・バティスタのマイアミでの事件の発表を聞く。                                          |                                             |                    |                                                              |                |                       |
| 6 | "ツナサンドの罪" "Too Many Tuna Sandwiches" | Marcos Siega       | Scott Reynolds & Warren Hsu Leonard                          | 2021年12月12日 | 0.695                 |
| デクスターとハリソンのセラピーはうまく行かない。アンジェラはデクスターの正体を知って問い詰める。デクスターは"ベイハーバー・ブッチャー"事件を追いかけるモリーがアンジェラに自分の正体を教えたと疑ってモリーを尾行し、カートが小屋に連れ込んだところに踏み込んでモリーを救い出し、カートが連続殺人犯であると疑う。アンジェラは、カートが洞窟の捜索を防ぐためにマットの生存をでっち上げたと疑い、洞窟を捜索して友人アイリスの遺体を発見する。鑑識の腕を買ってデクスターを現場に呼ぶ。ハリソンは父の目前のレスリングの試合で相手の腕を折る。                                                              |                                             |                    |                                                              |                |                       |
| 7 | "瀬戸際" "Skin of Her Teeth"                | Sanford Bookstaver | Veronica West & Kirsa Rein & Alexandra Salerno               | 2021年12月19日 | 0.713                 |
| デクスターはアイリスの凍死体の歯から25年前の皮膚のサンプルを回収し、DNAがカートとほぼ一致する。小屋は監禁の痕跡を消されている。父とうまく行かないハリソンはカートを慕い、その経営するトラックストップで働き始めてデクスターを心配させる。アンジェラがカートを逮捕する。カートはDNAが自分の父の物だと主張し、DNAの経年劣化により反証はできず釈放される。カートは、デクスターがマットを殺したことを知っているとほのめかす。モリーはデクスターが自分を尾行したことへの疑惑をアンジェラに話す。"闇の声"を抱えるハリソンは母の惨殺現場を覚えているとデクスターに話す。デクスターはカートの手下に襲われる。 |                                             |                    |                                                              |                |                       |
| 8 | "標的" "Unfair Game"                        | Sanford Bookstaver | Tony Saltzman & David McMillan                               | 2021年12月26日 | 0.566                 |
| デクスターは手下に昏倒させられて縛られ、カートの山小屋に運ばれる途中で逃げ出して、撃たれてけがを負うも逆襲して手下を殺す。アンジェラは、デクスターが襲うも逃した薬物の売人と過剰摂取で死んだ製造者を調べ、デクスターの犯行を疑う。カートはデクスターの目前で息子を殺すため、ハリソンを山小屋に誘い込む。息子を救い出そうとするデクスターに急襲されてカートは逃げ出す。デクスターは"闇の声"のことをハリソンに告白する。 |                                             |                    |                                                              |                |                       |
| 9 | "ファミリービジネス" "The Family Business"  | Marcos Siega       | Scott Reynolds                                               | 2022年1月2日   | 0.576                 |
| アンジェラはデクスターが"ベイハーバー・ブッチャー"の犯人である疑いを深める。モリーは行方不明となっている。デクスターは"闇の声"と自分のルールのことをハリソンに話し、二人は理解し合う。カートがデクスターの家に放火している間、二人はカートの秘密の地下倉庫を見つけ、モリーを含む大勢の犠牲者の女性たちの剥製を見つける。二人は逃げ出そうとしたカートを捕らえてデクスターがいつもの手順で処刑する。血を見たハリソンは母の死を思い出す。アンジェラは家を失った二人を家に受け入れるが、デクスター（ジム）がマットを殺したというカートからの手紙を受け取る。                                              |                                             |                    |                                                              |                |                       |
| 10 | "親の因果" "Sins of the Father"             | Marcos Siega       | クライド・フィリップス & Alexandra Franklin & Marc Muszynski | 2022年1月9日   | 0.814                 |
| アンジェラはマット殺人容疑でデクスターを逮捕する。バティスタに連絡し、デクスターがベイハーバー・ブッチャーの真犯人である可能性を聞き、バティスタは翌日アイアン・レイクに来ることになる。デクスターはアンジェラにカートの連続殺人の証拠を教えて見に行かせ、その留守中にローガンを殺して脱走する。アンジェラはカートの犠牲者たちの剥製コレクションを見つけて応援を呼ぶ。デクスターはハリソンとともに町を出ようとするも、ハリソンは"掟"を破って無実のローガンを殺したことを責め、デクスターを殺す。現場に来たアンジェラはハリソンを逃がし、自分がデクスターを殺したことにする。                          |                                             |                    |                                                              |                |                       |

## 続編
続編『デクスター:リザレクション（原題: Dexter: Resurrection）』が2025年7月11日より米国のParamount+で2話同時配信され、その後は毎週1話ずつ配信が行われた。